# 森馬寶秘
森馬寶秘能源有限公司，簡稱森馬寶秘能源，以及森馬寶秘（英語：SUMMA PROMET ENERGY LIMITED，港交所除牌時0076.HK），在1984年成立，同年9月24日於香港交易所主板上市，也是首家印尼企業在香港上市。公司前身為「寶秘礦油有限公司」、「SAMBOR LIMITED」，以及「TWILLINGATE LIMITED」。
當時業務經營在亞洲國家開發及生產原油及礦石（例如石墨），主要當時地區是位於印尼，在1993年，而曾被是海裕國際控股有限公司（利基控股有限公司（港交所：0240）前身）收購，同年10月21日，更名為海僑控股有限公司，在1998年3月18日，再更名為辛康海聯控股有限公司，再到現時南海石油控股有限公司至今。

## 連結
- SouthSeaPetro.com.hk （页面存档备份，存于）